# Ясанофф, Шейла
Шейла Ясанофф (Джасанофф, Ясанов, Sheila Sen Jasanoff; род. 1944, Индия или Калькутта, Британская Индия) — американский обществовед, пионер в области Science and technology studies (STS). Дважды доктор (философии, 1973; права, 1976), именной профессор Гарвардской школы Кеннеди. Директор-основатель программы STS в Гарварде (в 2002), ранее основательница-завкафедрой STS в Корнелле. Член Американского философского общества.
Иностранный член Британской академии и Королевской датской академии (2015).
Лауреат премии Хольберга (2022). Специализируется на взаимодействии права, науки и политики в демократических обществах.

## Биография
Окончила Гарвард (бакалавр математики, 1964; JD, PhD). Также окончила Боннский университет (магистр лингвистики, 1966). (Познакомится там со своим будущим супругом.) Получила степени доктора философии по лингвистике (исторической лингвистике, дисс. посвящена морфологической истории бенгали) и доктора права, последнюю — в Гарвардской школе права. В 1977 принята в коллегию адвокатов Массачусетса. В 1976-78 ассоциат Bracken, Selig and Baram, юридической фирмы по охране окружающей среды в Бостоне. С 1978 работала в Корнеллском университете, с 1991 возглавляла там Департамент науки и техники (с 1988 являлась директором Программы по науке, технологиям и обществу, а в 1991, после получения миллионного гранта от NSF, Колледж искусств и наук проголосовал за преобразование программы в отдел), а с 1998 года работает в Гарварде, с 2002 именной профессор.
Пожизненный член Клэр-холла Кембриджского университета. Член Американской академии искусств и наук.
Феллоу Американской ассоциации содействия развитию науки.
Член Совета по международным отношениям.
Член совета директоров AAAS (1996—2000) и в 1999—2001 являлась президентом Общества социальных исследований науки (Society for Social Studies of Science).
Удостоена Distinguished Achievement Award от Society for Risk Analysis (1992).
В 2006 году стала первой женщиной, получившей почетную докторскую степень от Университета Твенте.
Автор более 130 статей и глав в книгах, автор или редактор более 15 книг, включая The Ethics of Invention (Norton, 2016) и Can Science Make Sense of Life?.
- Controlling Chemicals: The Politics of Regulation in Europe and the United States (1985)
- Risk Management and Political Culture (1985)
- The Fifth Branch: Science Advisers as Policymakers (1990)
- Science at the Bar: Law, Science and Technology in America (1995)
- Designs on Nature: Science and Democracy in Europe and the United States (Princeton University Press, 2005)

Соредактор второго Handbook of Science and Technology Studies (1995) (как отмечала Шейла Ясанофф: «Его часто называют вторым, но в некотором смысле первый не был первым для всей области»). Работы переводились на французский, итальянский, португальский, испанский, китайский, японский и корейский.